# Azannes-et-Soumazannes
Azannes-et-Soumazannes est une commune française située dans le département de la Meuse, en région Grand Est. Elle est connue pour son église.

## Géographie
Hydrogéologie et climatologie : Système d’information pour la gestion des eaux souterraines du bassin Rhin-Meuse :
Territoire communal : Occupation du sol (Corinne Land Cover); Cours d'eau (BD Carthage),
Géologie : Carte géologique; Coupes géologiques et techniques,
 Hydrogéologie : Masses d'eau souterraine; BD Lisa; Cartes piézométriques.

### Communes limitrophes
| Ville-devant-Chaumont | Ville-devant-Chaumont  | Romagne-sous-les-Côtes |
| Ville-devant-Chaumont | Azannes-et-Soumazannes | Gremilly               |
| Beaumont-en-Verdunois | Gremilly               | Gremilly               |

### Hydrographie
La commune est dans le bassin versant de la Meuse au sein du bassin Rhin-Meuse. Elle est drainée par le ruisseau l'Azanne, la Thinte et le ruisseau de Curemont,.
L'Azanne, d'une longueur de 13 km, prend sa source dans la commune  et se jette  dans le Loison à Mangiennes, après avoir traversé trois communes.
La Thinte, d'une longueur de 17 km, prend sa source dans la commune  et se jette  dans le Loison à Vittarville, après avoir traversé neuf communes.

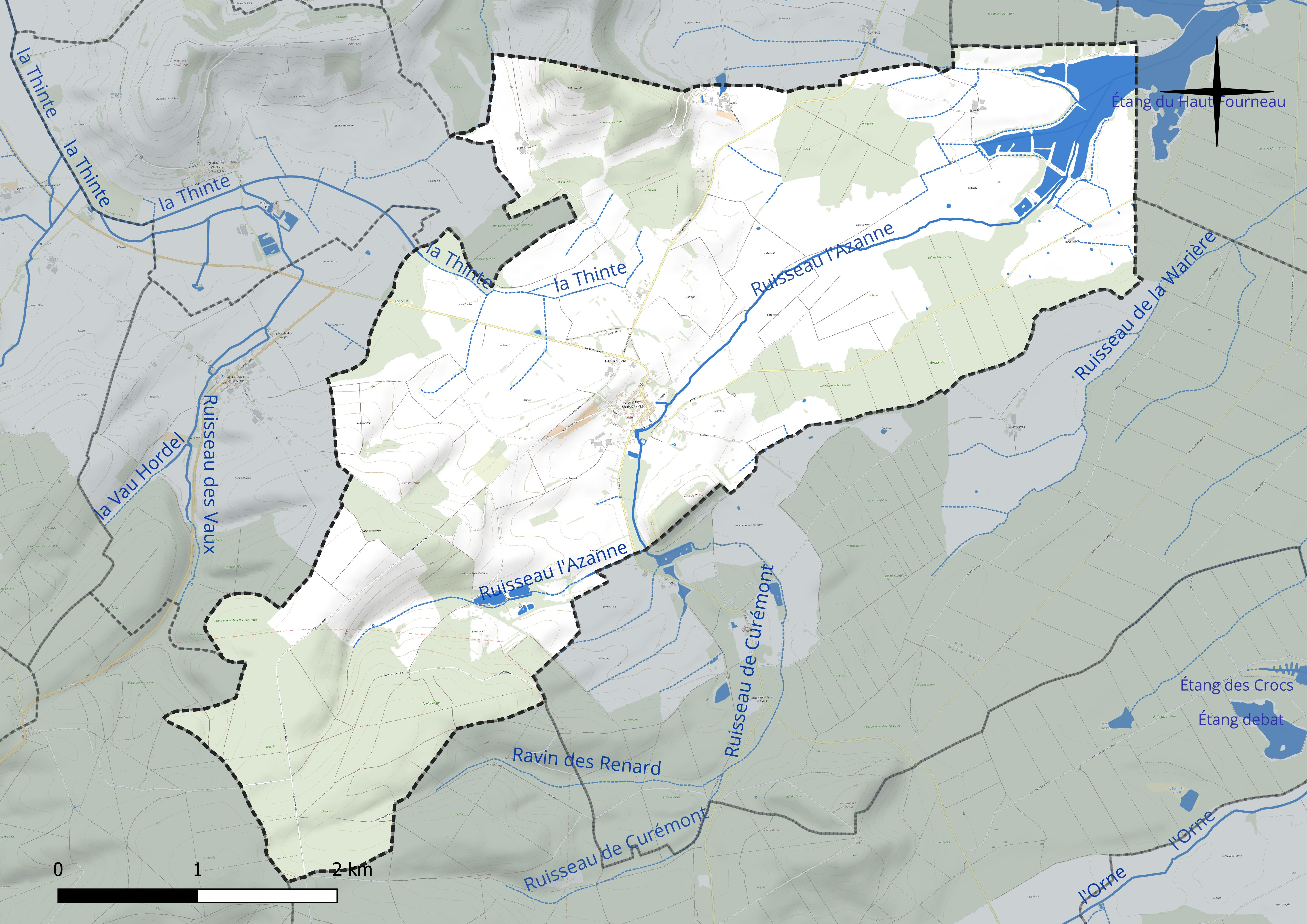
Réseau hydrographique d'Azannes-et-Soumazannes.

Un plan d'eau complète le réseau hydrographique : l'étang du Haut Fourneau, d'une superficie totale de 82,4 ha (34,9 ha sur la commune),.

### Climat
Pour des articles plus généraux, voir Climat du Grand Est et Climat de la Meuse.
En 2010, le climat de la commune est de type climat de montagne, selon une étude du Centre national de la recherche scientifique s'appuyant sur une série de données couvrant la période 1971-2000. En 2020, Météo-France publie une typologie des climats de la France métropolitaine dans laquelle la commune est exposée à un climat océanique altéré et est dans la région climatique Lorraine, plateau de Langres, Morvan, caractérisée par un hiver rude (1,5 °C), des vents modérés et des brouillards fréquents en automne et hiver.
Pour la période 1971-2000, la température annuelle moyenne est de 9,6 °C, avec une amplitude thermique annuelle de 16,2 °C. Le cumul annuel moyen de précipitations est de 931 mm, avec 13,9 jours de précipitations en janvier et 9,5 jours en juillet. Pour la période 1991-2020, la température moyenne annuelle observée sur la station météorologique de Météo-France la plus proche, « Rouvres-en-woevre », sur la commune de Rouvres-en-Woëvre à 18 km à vol d'oiseau, est de 10,8 °C et le cumul annuel moyen de précipitations est de 668,3 mm. 
La température maximale relevée sur cette station est de 40,2 °C, atteinte le 24 juillet 2019 ; la température minimale est de −15,4 °C, atteinte le 7 février 2012,,.
Les paramètres climatiques de la commune ont été estimés pour le milieu du siècle (2041-2070) selon différents scénarios d'émission de gaz à effet de serre à partir des nouvelles projections climatiques de référence DRIAS-2020. Ils sont consultables sur un site dédié publié par Météo-France en novembre 2022.

## Urbanisme

### Typologie
Au 1er janvier 2024, Azannes-et-Soumazannes est catégorisée commune rurale à habitat dispersé, selon la nouvelle grille communale de densité à sept niveaux définie par l'Insee en 2022.
Elle est située hors unité urbaine et hors attraction des villes,.

### Occupation des sols
L'occupation des sols de la commune, telle qu'elle ressort de la base de données européenne d’occupation biophysique des sols Corine Land Cover (CLC), est marquée par l'importance des territoires agricoles (60,4 % en 2018), une proportion sensiblement équivalente à celle de 1990 (60,3 %). La répartition détaillée en 2018 est la suivante : 
forêts (36,5 %), prairies (33,6 %), terres arables (24,5 %), eaux continentales (2,9 %), zones agricoles hétérogènes (2,3 %), milieux à végétation arbustive et/ou herbacée (0,3 %). L'évolution de l’occupation des sols de la commune et de ses infrastructures peut être observée sur les différentes représentations cartographiques du territoire : la carte de Cassini (XVIIIe siècle), la carte d'état-major (1820-1866) et les cartes ou photos aériennes de l'IGN pour la période actuelle (1950 à aujourd'hui).

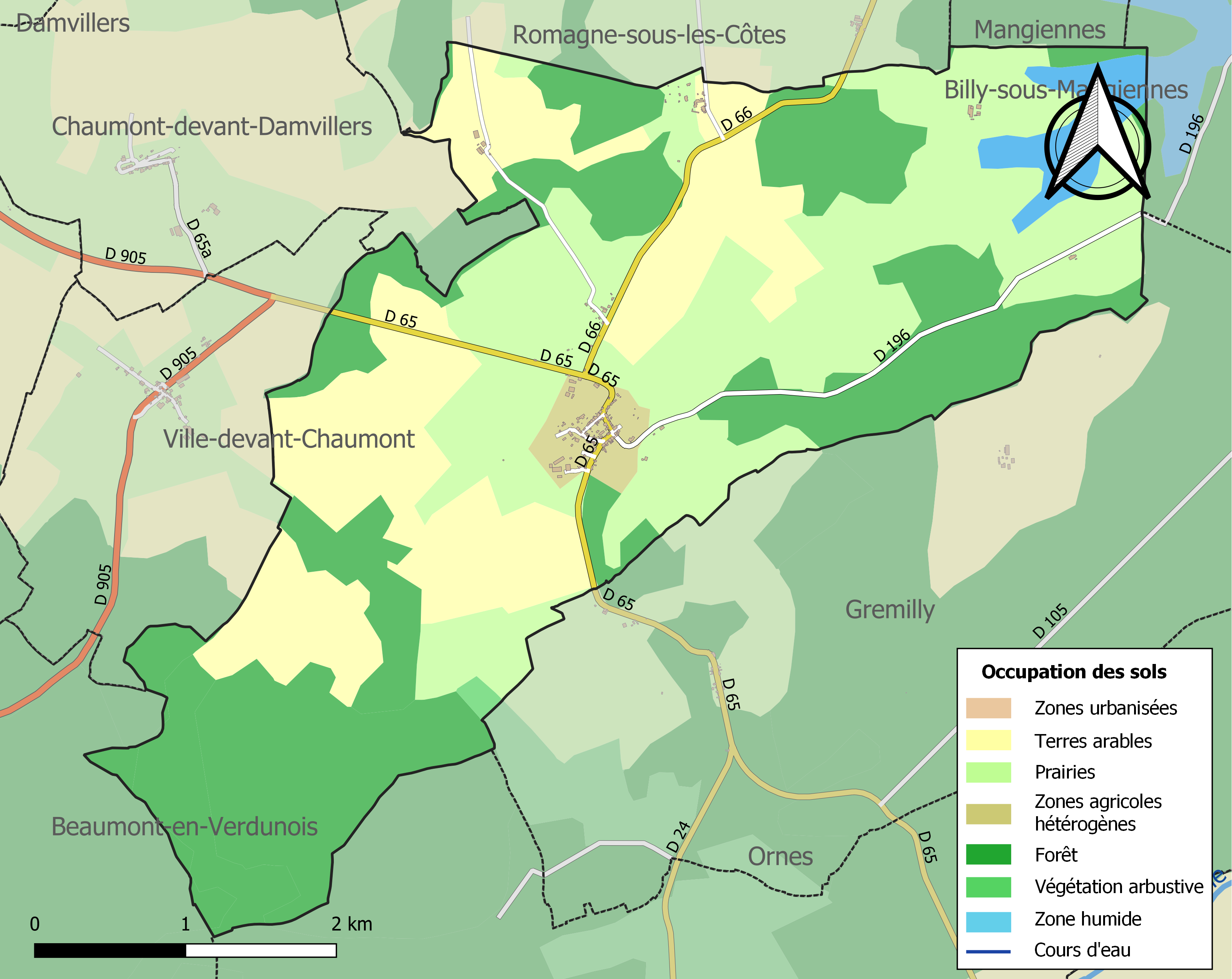
Carte des infrastructures et de l'occupation des sols de la commune en 2018 (CLC).

## Toponymie
Le nom Azen est employé dans des lettres patentes des duc de Lorraine[Quand ?].
Le nom de la localité est attesté sous les formes Aisenna en 710 ; Azenna en 770.
 
Toponyme formé sur le nom du ruisseau l'Azanne Aisenna en 710 où H.N. pré-celtique *as est suivi du suffixe gaulois -enna,.
Soumazannes, ancien hameau de la commune : où le nom du ruisseau est précédé de soum « somme », du latin summum, au sens de « source ».

Soum-azannes signifie : « source de l'Azanne ».

## Histoire
À l’origine, Azannes et Soumazannes sont deux villages distincts, l’un tirant son nom du ruisseau « l’Azenna », l’autre de la source « Summus » de ce dernier.
Charte d'affranchissement en 1269 par l'évêque de Verdun, Robert de Milan pour Azanne, Soumazannes et Thil. - Anciennement Verdunois, diocèse et bailliage de Verdun.
La commune d'Azannes-et-Soumazannes provient de la fusion en 1809 des villages d'Azannes et Soumazannes.
Le village de Soumazannes possédait autrefois un château, disparu au début du XIXe siècle. À la suite d'un lent déclin, ce village ne comptait plus qu’une douzaine d’habitations en 1914. Totalement détruit en 1916, il n’a pas été reconstruit et il n'en reste plus qu'une stèle commémorative. Subsistent aussi les écarts de Montaubé, de la Gélinerie, de la Forêt et des Roises.
Sur le territoire d'Azannes a existé le village de Thil (ou Thyl, Thill ou Til ou Thys), où se trouvait l'église matriculaire d’Azannes et Ville-devant-Chaumont. Cette église, interdite en 1784 par suite de son mauvais état, a disparu, et le presbytère a été détruit en 1848. Il ne subsiste donc rien de ce village, mais un bois en porte encore le nom. La carte de Cassini montre que Thil, avec son église Saint-Martin, se situait sur la colline entre Azannes, Chaumont et Ville-devant-Chaumont, juste à l'écart des marécages et de la rivière en contrebas.
C'est de cette seigneurie dont est probablement originaire ce fameux Millet de Thil qui se distingue au Tournoi de Chauvency,en 1285, en impressionnant Jacques Bretel lors des joutes du lundi. En 1269, Robert de Milan, évêque de Verdun, avait accordé une charte d'affranchissement aux trois villages d'Azannes, Soumazannes et Thil, qui n'en forment plus qu'un aujourd'hui.
De 1784 à 1802, le curé de Thil et d'Azannes fut Joseph-Jacques Loison, né à Azannes au hameau de Montaubé, qui devint ensuite évêque de Bayonne.
La commune a été décorée de la Croix de guerre 1914–1918.
En 1928, 200 000 obus chimiques y ont été brûlés, créant une clairière polluée en forêt de Spincourt (voir plus bas section Environnement).

## Politique et administration

### Budget et fiscalité 2021
En 2021, le budget de la commune était constitué ainsi :
- total des produits de fonctionnement : 62 000 €, soit 374 € par habitant ;
- total des charges de fonctionnement : 72 000 €, soit 436 € par habitant ;
- total des ressources d'investissement : 12 000 €, soit 72 € par habitant ;
- total des emplois d'investissement : 13 000 €, soit 76 € par habitant ;
- endettement : 1 000 €, soit 5 par habitant.

Avec les taux de fiscalité suivants :
- taxe d'habitation : 3,64 % ;
- taxe foncière sur les propriétés bâties : 25,72 % ;
- taxe foncière sur les propriétés non bâties : 4,15 % ;
- taxe additionnelle à la taxe foncière sur les propriétés non bâties : 0,00 % ;
- cotisation foncière des entreprises : 0,00 %.

Chiffres clés Revenus et pauvreté des ménages en 2020 : médiane en 2020 du revenu disponible, par unité de consommation : 20 210 €.

### Liste des maires
| Période                                  | Période   | Identité                                      | Étiquette | Qualité            |
| ---------------------------------------- | --------- | --------------------------------------------- | --------- | ------------------ |
| Les données manquantes sont à compléter. |           |                                               |           |                    |
| 1974                                     | 1996      | André Féré                                    |           |                    |
| mars 2001                                | mars 2008 | Bernard Blanchot                              |           |                    |
| mars 2008                                | En cours  | Hubert Sellier Réélu pour le mandat 2020-2026 |           | Ancien Agriculteur |

## Population et société

### Démographie
Les habitants sont nommés les Azannois.

#### Évolution démographique
L'évolution du nombre d'habitants est connue à travers les recensements de la population effectués dans la commune depuis 1793. Pour les communes de moins de 10 000 habitants, une enquête de recensement portant sur toute la population est réalisée tous les cinq ans, les populations de référence des années intermédiaires étant quant à elles estimées par interpolation ou extrapolation. Pour la commune, le premier recensement exhaustif entrant dans le cadre du nouveau dispositif a été réalisé en 2004.

En 2022, la commune comptait 160 habitants, en évolution de −3,61 % par rapport à 2016 (Meuse : −4,4 %, France hors Mayotte : +2,11 %).
| 1793 | 1800 | 1806 | 1821 | 1831 | 1836 | 1841 | 1846 | 1851 |
| ---- | ---- | ---- | ---- | ---- | ---- | ---- | ---- | ---- |
| 352  | 425  | 457  | 532  | 588  | 654  | 653  | 667  | 690  |

| 1856 | 1861 | 1866 | 1872 | 1876 | 1881 | 1886 | 1891 | 1896 |
| ---- | ---- | ---- | ---- | ---- | ---- | ---- | ---- | ---- |
| 618  | 618  | 612  | 560  | 537  | 496  | 476  | 470  | 451  |

| 1901 | 1906 | 1911 | 1921 | 1926 | 1931 | 1936 | 1946 | 1954 |
| ---- | ---- | ---- | ---- | ---- | ---- | ---- | ---- | ---- |
| 434  | 421  | 380  | 182  | 312  | 258  | 255  | 212  | 211  |

| 1962 | 1968 | 1975 | 1982 | 1990 | 1999 | 2004 | 2006 | 2009 |
| ---- | ---- | ---- | ---- | ---- | ---- | ---- | ---- | ---- |
| 241  | 221  | 180  | 177  | 165  | 169  | 177  | 174  | 159  |

| 2014 | 2019 | 2022 | - | - | - | - | - | - |
| ---- | ---- | ---- | - | - | - | - | - | - |
| 166  | 162  | 160  | - | - | - | - | - | - |

## Culture locale et patrimoine

### Lieux et monuments
Édifices cultuels

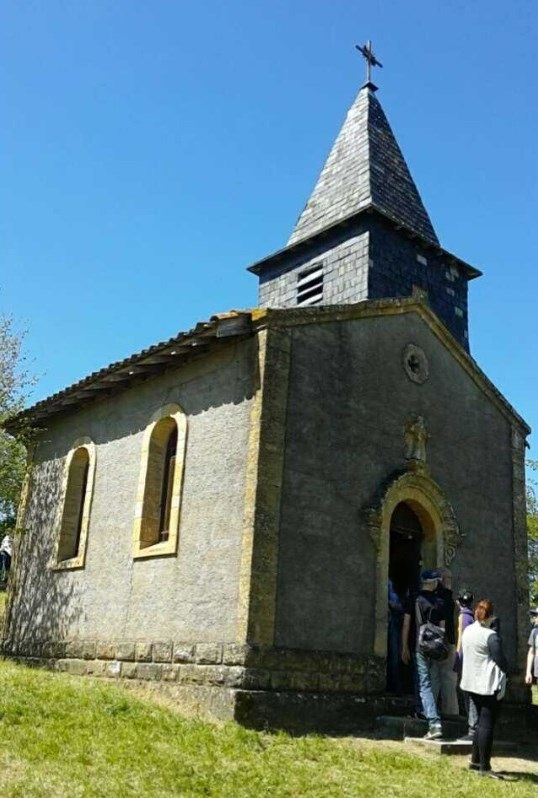
La chapelle des vieux métiers.

- L'église Saint-André, construite en 1784, détruite au cours de la Première Guerre mondiale et reconstruite en 1928[30],[31].
- Il existait, à Soumazannes et à Montaubé, des chapelles à présent détruites.

Lieux de mémoire
- Monument aux morts de la guerre 1914-1918[32] et les tombeaux anonymes[33],[34].
- Cimetière militaire, 4 750 Allemands (1914-1918)[35].
- Cimetière militaire lieu-dit le Bochet, 817 Allemands (1914-1918)[36].

Patrimoine rural
- La chapelle des vieux métiers, ancienne chapelle castrale d'Arrancy-sur-Crusnes, démontée pierre par pierre et remontée à Azannes[37].
- Moulin à eau de l'Écomusée[38].
- Écomusée des vieux métiers[39],[40] et son moulin à vent des Roises[41],[42],[43].

### Manifestations
- Festival des vieux métiers chaque mois de mai.

### Personnalités liées à la commune
- François Loison, né à Montaubé sur la commune d'Azannes en 1745, député du tiers aux États généraux de 1789, frère du suivant.
- Joseph-Jacques Loison, frère du précédent, né à Montaubé sur la commune d'Azannes, curé de Thil et d'Azannes (1784-1802), évêque de Bayonne (1802-1820).

### Héraldique
| Blason de Azannes-et-Soumazannes | Blason  | Tiercé en pairle : au 1er de gueules à l'annelet d'argent, au 2e d'azur à une roue de chariot d'or, au 3e d'or à l'anille d'azur ; à la divise ondée abaissée d'argent brochant sur les deux champs en pointe et chargée de trois têtards de sinople, nageant en fasce. |
| Blason de Azannes-et-Soumazannes | Détails | Création Robert A. Louis et Dominique Lacorde. Adopté le 30 juin 2017. |

## Environnement
La forêt de Spincourt est marquée par une clairière de 70 m de diamètre et 1 000 m2 plus ou moins stérile, dénommée la Place-à-Gaz. Elle a été créée par l’incinération de 200 000 obus chimiques en 1928 par la société Pickett & Sons. Ce site, proche de la ferme de La Gélinerie, a été choisi car il était proche d’un site de stockage de munitions chimiques dès 1920, et qu’il est desservi par deux voies ferrées étroites (à 0,6 m d’écartement)
Le site reste pollué par des quantités élevées d'arsenic, de plomb, et d'autres métaux lourds comme le cadmium et le mercure, ainsi que des dioxines et des furanes. L’arsenic y représente 17 % du poids du sol et les eaux d'infiltration sont polluées à des taux 300 fois supérieurs à la norme par ce poison. Le site est interdit de fréquentation par la préfecture depuis 2012,,.